# Brocksiepen
Brocksiepen ist eine Hofschaft in Halver im Märkischen Kreis im nordrhein-westfälischen Regierungsbezirk Arnsberg in Deutschland.

## Lage und Beschreibung
Brocksiepen liegt auf 360 Meter über Normalhöhennull im südlichen Halver am Rande des Waldgebiets Bommert. Der Ort ist über eine Zufahrt zu erreichen, die zwischen Schlade und der Schanzmannsmühle von der Kreisstraße 3 abzweigt. Nachbarorte sind Engstfeld, Wöste, Auf dem Heede, Schlachtenrade, Bommert, Ober- und Niederbommert. 
Westlich von Brocksiepen erhebt sich mit 380 m ü. NHN eine Anhöhe. Im Ort entspringt der gleichnamige Bach Brocksiepen, der über den Blankenbach in die nahe, südlich gelegene Kerspetalsperre entwässert.

## Geschichte
Brocksiepen wurde erstmals 1481 urkundlich erwähnt, die Entstehungszeit der Siedlung wird aber im Zeitraum zwischen 1300 und 1400 in der Folge der zweiten mittelalterlichen Rodungsperiode vermutet. Brocksiepen war vermutlich ein Abspliss von Engstfeld.
1818 lebten vier Einwohner im Ort. 1838 gehörte Brocksiepen der Bommerter Bauerschaft innerhalb der Bürgermeisterei Halver an. Der laut der Ortschafts- und Entfernungs-Tabelle des Regierungs-Bezirks Arnsberg als Hof kategorisierte Ort besaß zu dieser Zeit zwei Wohnhäuser und drei landwirtschaftliche Gebäude. Zu dieser Zeit lebten 13 Einwohner im Ort, allesamt evangelischen Glaubens.
Das Gemeindelexikon für die Provinz Westfalen von 1887 gibt eine Zahl von 22 Einwohnern an, die in zwei Wohnhäusern lebten.